# 嘉義孔子廟
23°28′56″N 120°27′59″E / 23.482234°N 120.466494°E
嘉義孔子廟，是位於臺灣嘉義市東區王田里、嘉義公園的孔廟，於1964年完工，亦開創臺灣孔廟中女性主祭的先例。

## 前身

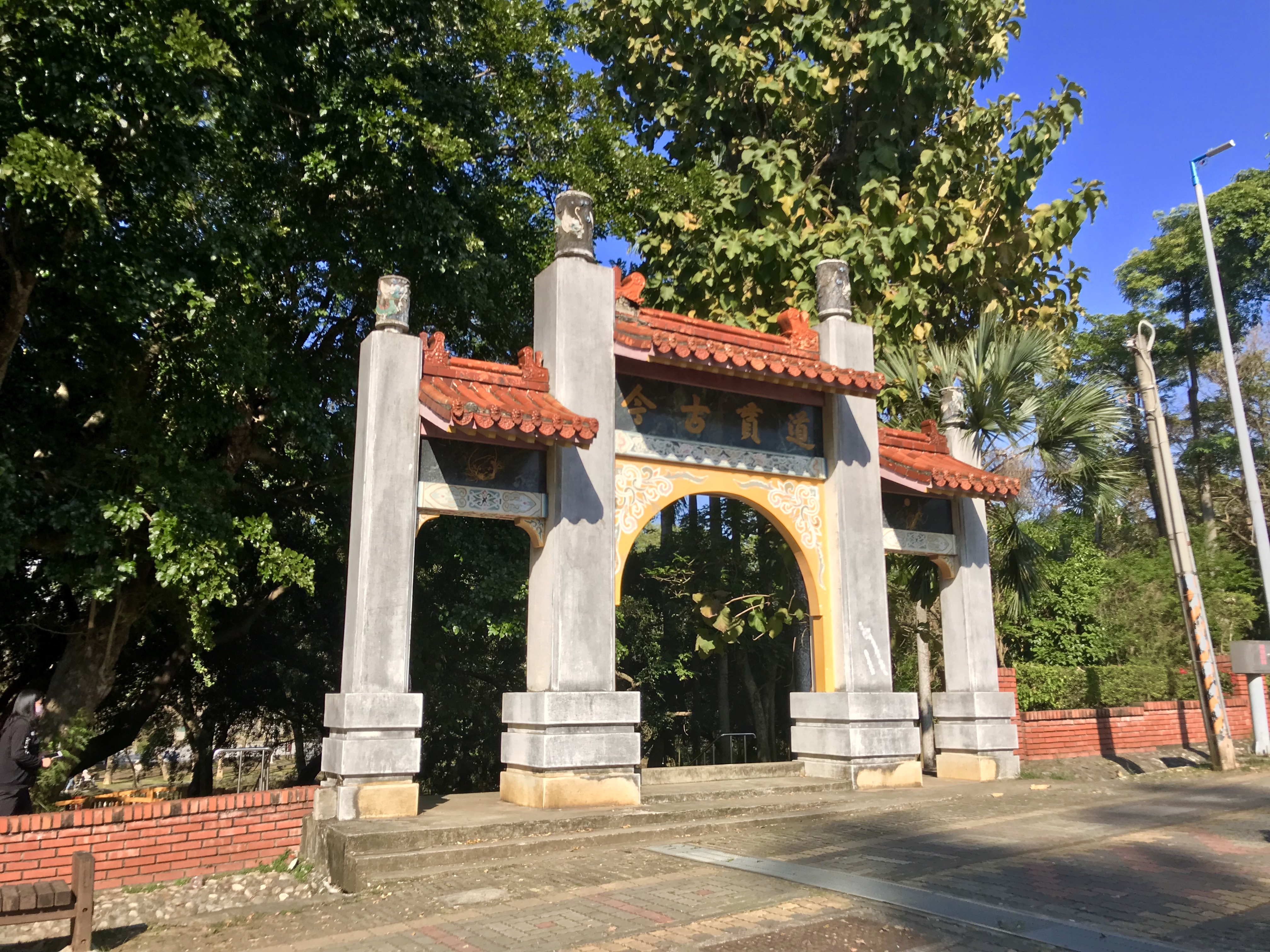
道貫古今坊

康熙四十五年（1706年），嘉義的文廟建於諸羅城西門。雍正元年（1723年）改建土城時，為將文廟併入城內，遂擴大西北角城垣讓土城類似蟠桃，故嘉義市得「桃城」之稱。乾隆十八年（1753年）改建於文化路衛生福利部嘉義醫院原址（今嘉義市中央廣場）。乾隆廿四年（1759年），玉峰書院改建於文廟。1906年大地震，文廟倒毀，孔子聖牌移到文昌閣奉祀，即現在的鎮南聖神宮。

## 沿革

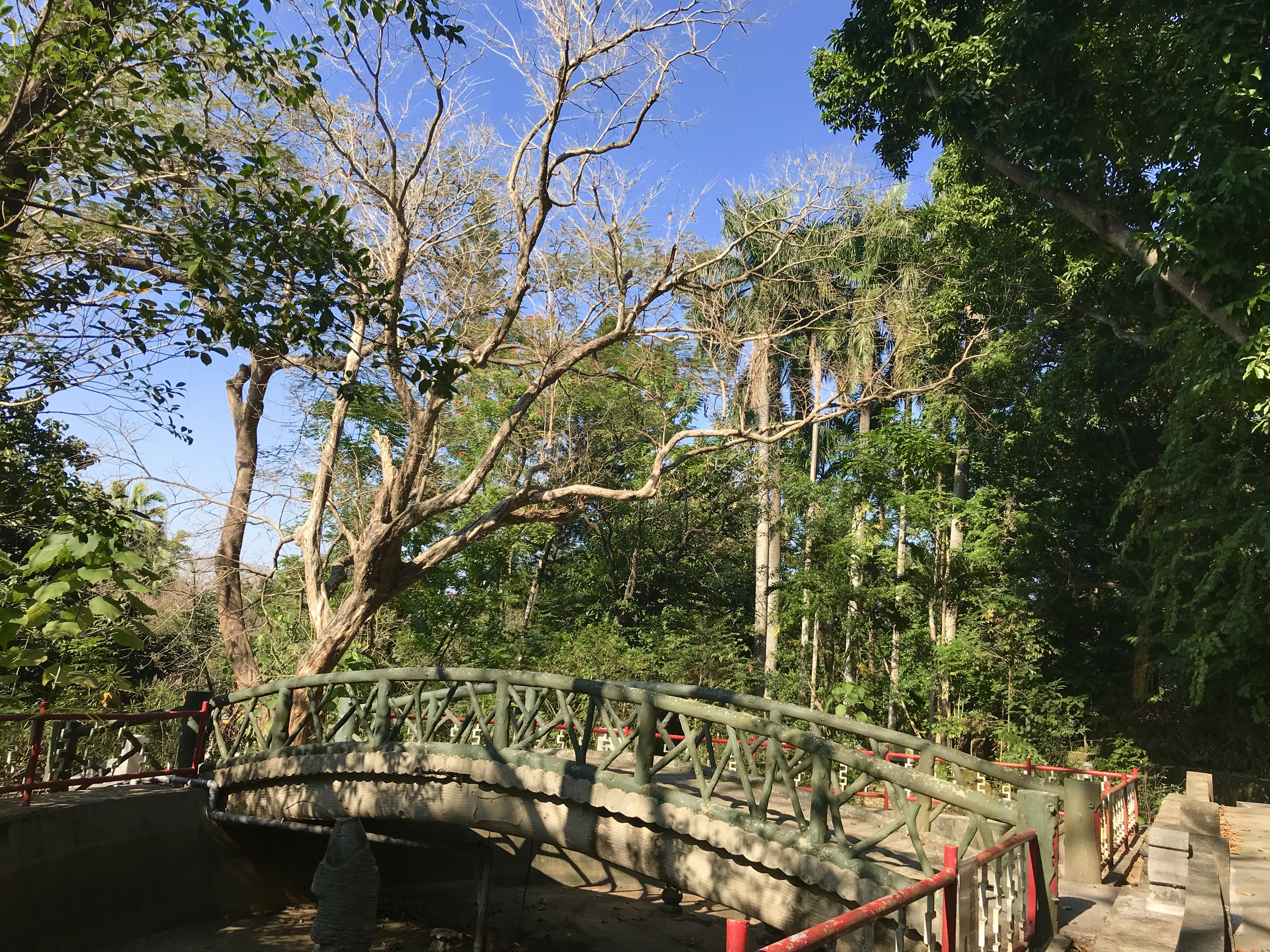
泮池與碧水橋

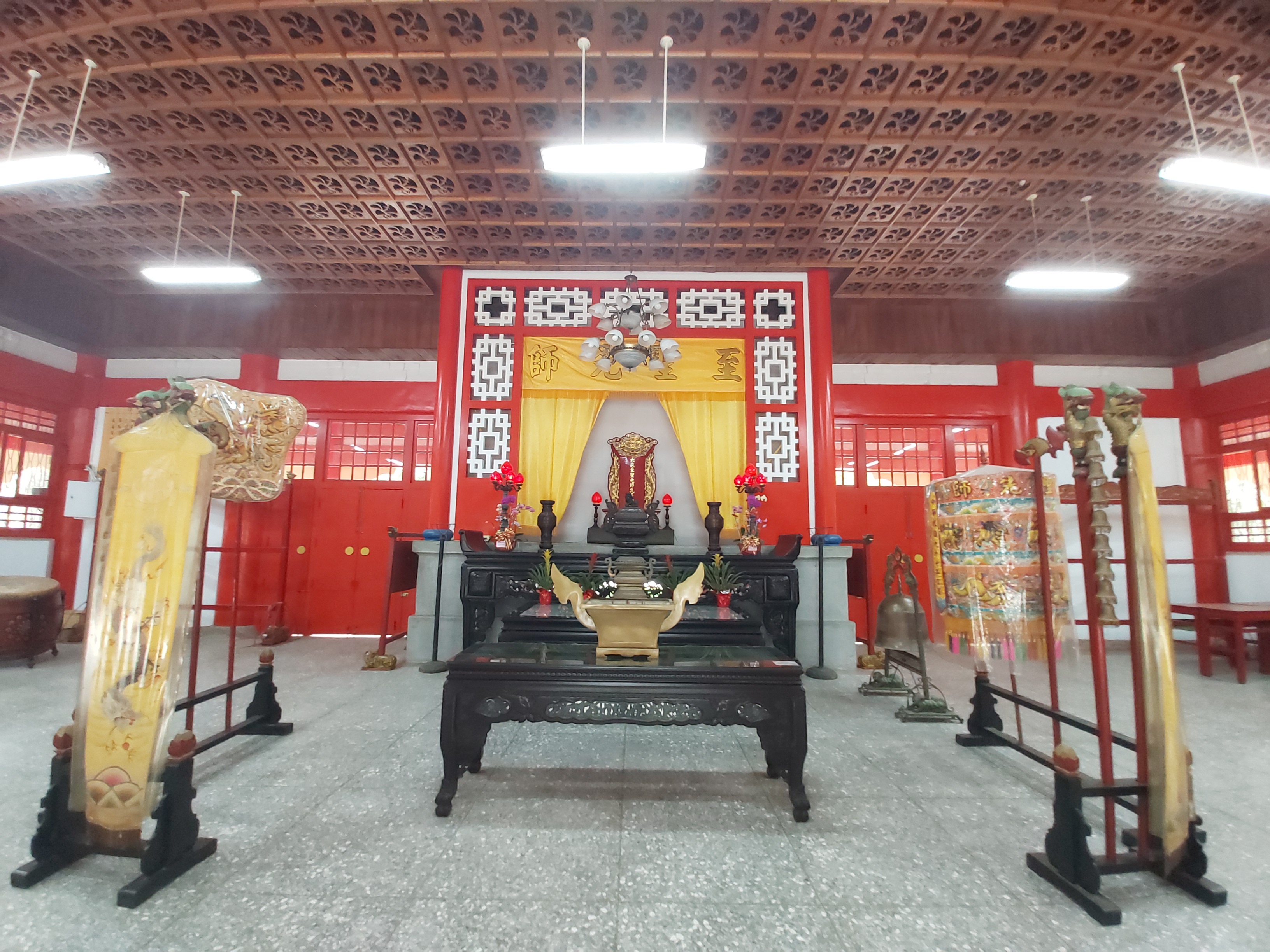
大成殿室內

戰後時期初，地方在鎮南聖神宮祭孔，但因空間狹窄，廟旁又逐漸集結攤商成市場，政府意興建孔廟。1959年11月5日，嘉義縣政府教育科招集各學校負責人、有關單位、仕紳舉行籌建孔廟的會議，會中推選縣長黃宗焜為籌備委員，規劃一百萬元建廟費用中由縣府出資五十萬，其餘費用募捐，而廟址計畫在山子頂、公園、或芳草農場。同年11月24日，嘉義縣孔子廟籌建委員會在縣府會議室舉行會議，由黃宗焜主持，決定用芳草農場作為廟地，第一期工程費中縣府出資新臺幣四十萬，其餘費用募捐，如教職員一人捐款二十元、中學生每人捐款十元為原則，預定於1959年3月底前完成捐獻。1961年11月11日，省府核准孔廟可建於嘉義中山公園，預定孔廟基地為682平方公尺，佔總面積的千分之二點五。地區屬王田里。但該地原先有駐軍，次年1962年5月17日經黃宗焜與駐軍羅軍長交涉後獲得解決，軍隊遷至他處，日內發包興建。
在1963年報導時，廟宇僅完成大成殿，卻因募款部分不足，其餘迴廊、欞星門、圍牆等工程尚缺經費而未建。次年縣長何茂取在此孔廟舉行祭孔。原先廟門前有十二門古砲，後1975年縣長陳嘉雄興建樓前湖亭時遷走。重修玉峰書院碑記則置於孔廟右前方。
1980年代初，嘉義市市民張玉蘭讀到一篇拜孔能讓子女會讀書的雜誌文章，便開始來此廟祭拜。她除與親友出錢整修廟身外，也從丈夫建材行提供整修所需材料，陸續完成翻修屋頂、粉刷牆壁、粉刷廣場外石龍、整修放生池等工作。在次子考上陽明醫學院時，她特地到彰化縣田尾鄉買了六百棵杜鵑花種於孔廟四週。她把長子能在工研院服務、次子在榮民總醫院嘉義分院擔任耳鼻喉科醫師、女兒在苗栗的高中教學，一切歸功於孔子所賜的福報。
九二一大地震時廟身受損，後市府獲上級補助七百萬元，2000年2月17日發包修復。2008年2月3日清晨，鋼筋水泥建築的明倫堂被以瓦斯桶縱火，堂內放置的編鐘等大批祭孔樂器燒毀。同月10月31日嘉義地檢署偵結，將涉嫌放火的吳揚名依公共危險罪嫌提起公訴。

## 釋奠

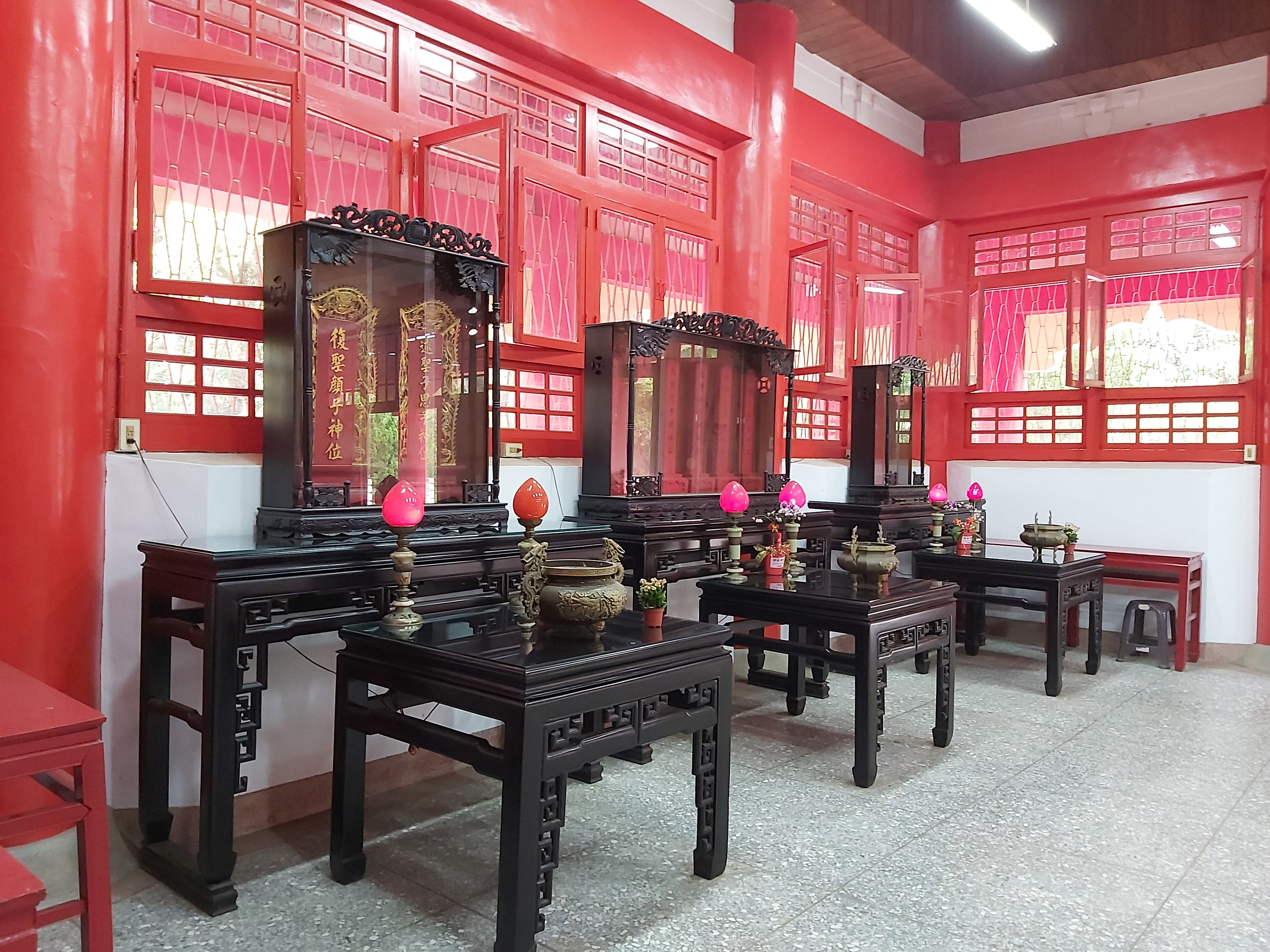
大成殿內神龕

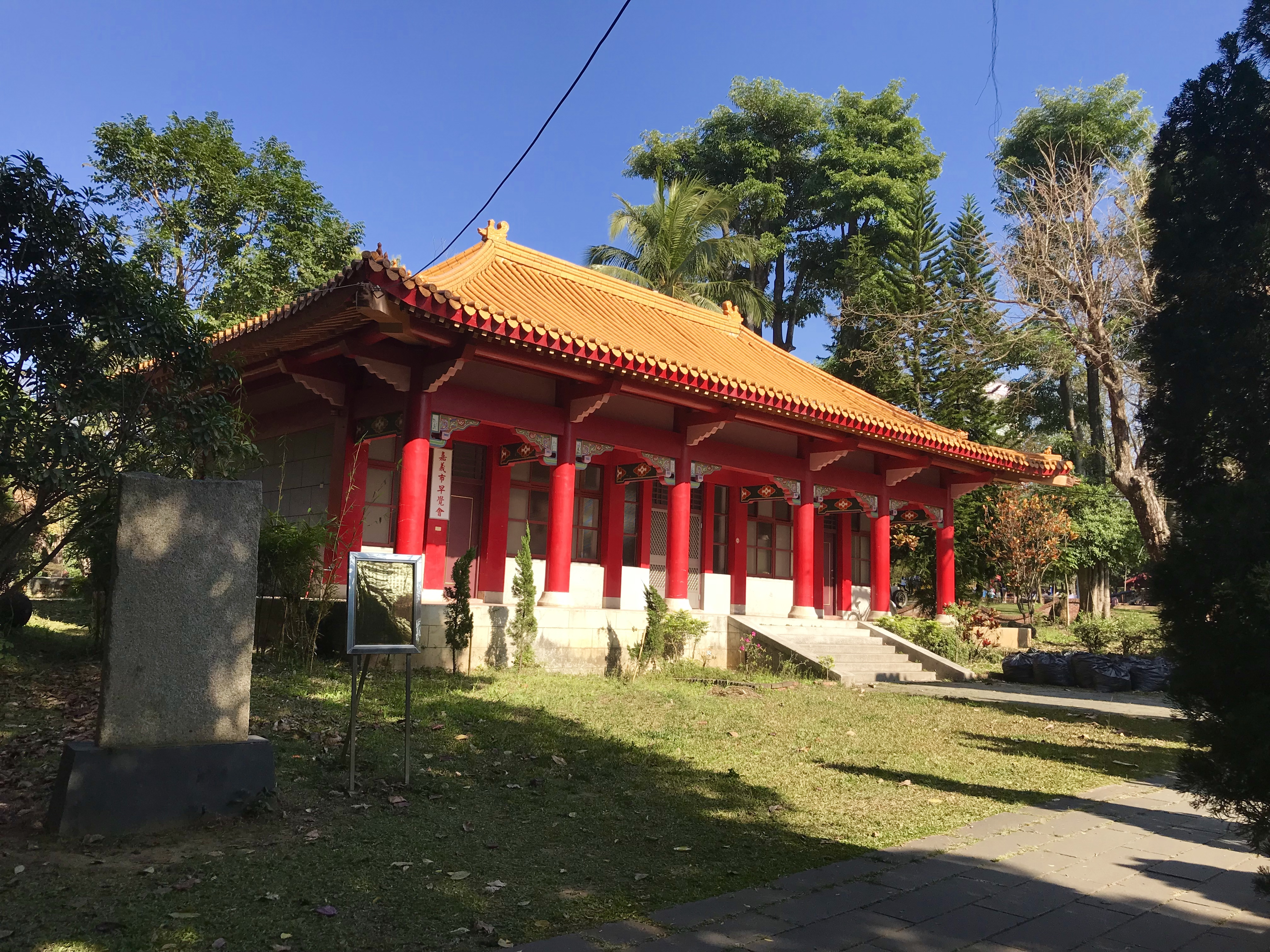
重修玉峰書院碑與嘉義市早覺會

原擔任大業國中童子軍及家事老師的林麗珠，藉由教師顏麗子傳承的圖片資料，從1965年起到2009年間負責指導學生佾舞，因退休後持續教導，2004年獲得市長陳麗貞表揚。佾、禮生有民生國中、玉山國中、大業國中、蘭潭國中、北園國中等學生擔任過。她曾感想學生學跳佾舞，練習時間至少要兩個月，而現在學生調皮，相對比以前的學生快學習速度快，只是常會出錯，感覺完全不同。2009年她最後一次教授後，因腦中風病倒，直到2013年5月3日過世，餘生都在醫院度過。
樂生由嘉義大學國樂社負責，雅竹國樂團也有。曾參加國樂社的張清榮，回憶1971年第一年他加入國樂社時在祭孔上先吹塤，次年演奏主導樂章開始的柷，第三年則是終止樂章演奏的敔，到了四年級時升格演奏比較困難的編磬，到師專五年級與同學被指派打鼖鼓與鎛鐘。2011年，有別往年由成人擔任樂生，改安排蘭潭及僑平國小國樂社53名學童擔綱，創下53年祭孔以來樂生年紀最小紀錄。
在祭孔前一夜，參與的學生會借宿在孔廟旁的嘉義市立棒球場。祭祀流程為清晨準四點鼓初嚴，四時三十分鼓再嚴，五時正打鼓三嚴，每次皆108槌，接著在通贊宣唱下，禮生、樂生、佾生各執其事，主祭官、陪祭官、與祭官、糾儀官各司其禮。禮生快步走向正殿大門開啟儀門及欞星門後，《孔廟大成樂》中的〈咸和之曲〉響起，鐘鼓齊鳴，禮生提燈爐、執傘、扇、斧、鉞至欞星門外迎神，進饌、上香。會進行啟扉、啟幃、瘞毛血、迎神、上香禮、初獻禮、亞獻禮、終獻禮、飲福受胙、送神、望燎等祀禮。
此廟過去為縣轄市的嘉義市與其餘嘉義縣鄉鎮共祀。1982年，嘉義市升格省轄市，以許世賢為市長。該年許世賢以市長身分擔任祭孔的女主祭官，開創女性主祭官的先例。至於嘉義縣縣市分家後，缺乏適當場所，祭孔儀式中斷，全縣僅新港鄉繼續保留祭孔儀式，直到縣長陳明文上任後恢復全縣性祭孔典禮。因嘉義縣無孔廟，陳明文就在新港鄉的文昌國小文昌祠舉行祀典。
2005年起，教師節舉辦祭孔釋奠祭典前，鎮南聖神宮的孔子像會乘轎遶境嘉義市區，然後於此孔廟安位。
2013年時祭孔時，首度有女生擔任六佾舞佾生，並首次典禮延後1小時舉行，以讓學生有體力。